# Пренсюежоль-Мальбузон
Пренсюежоль-Мальбузон (фр. Prinsuéjols-Malbouzon) — муніципалітет у Франції, у регіоні Окситанія, департамент Лозер. Пренсюежоль-Мальбузон утворено 1 січня 2017 року шляхом злиття муніципалітетів Мальбузон i Пренсюежоль. Адміністративним центром муніципалітету є Мальбузон. Населення — 255 осіб (01.01.2021).